# 克拉克森 (密蘇里州)
克拉克森（英語：Clarkson）是位於美國密蘇里州勞倫斯縣的非建制地區。

## 歷史
克拉克森的郵局於1889年設立，其後於1903年停運。

## 地理
克拉克森所處的海拔為高於海平面363米（即1191英呎），而該地所採用的時區為UTC-6，即北美中部時區（CST）。同時該地設有夏令時間，為UTC-6調快一小時，即UTC-5（CDT）。